# Escultura de mantega

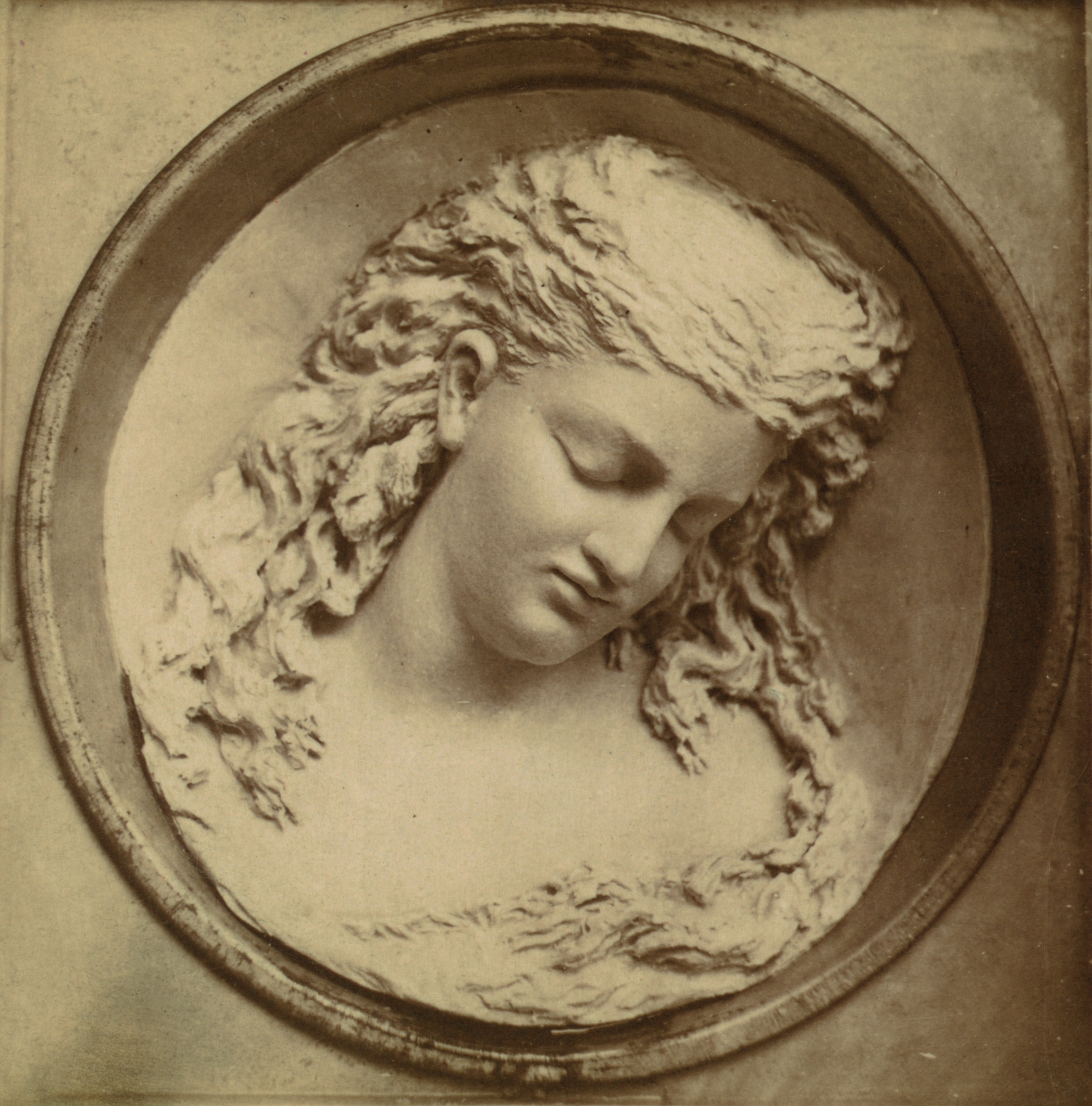
Escultura de mantega de Iolanda d'Anjou en una escultura de mantega feta per Henrik Hertz el 1876 que es mantenia fresca a través de gel ubicat al fons.

Les escultures de mantega són representacions fetes amb mantega habitualment d'animals, persones i edificis. S'exposen sovint com atraccions en fires dels Estats Units representant vaques i persones, i també es col·loquen en banquets i com a element decoratiu en sopars.
La fabricació d'escultures de mantega és força singular i complexa: Des que la mantega es fon fàcilment es modela a mà en condicions de fred (en general en els dies d'hivern) per artistes monjos. Per fer la mantega més suau i delicada, els artistes monjos remullen en aigua freda durant molt de temps per eliminar les substàncies impures; llavors, ells pasten la mantega en una preparació greixosa.
Les mostres més antigues d'aquesta mostra d'escultura es remunten al 1536 a Europa on se situaven a les taules dels banquets. Les primeres peces en l'era moderna com a forma d'art públic són de la dècada del 1870 als Estats Units i van ser fetes per Caroline Shawk Brooks, una dona grangera d'Helena, a Arkansas. El moment de més èxit d'aquest tipus d'escultures va ser entre 1890 i 1930, però a principis del segle XXI també eren atraccions populars en fires agràries, banquets i restaurants.
Són fonamentals pel desenvolupament espiritual en el budisme tibetà. Com un art escultòric únic en la cultura tibetana, que té els seus orígens en la religió indígena de la zona Bon i és considerat un tresor exòtic de l'art tibetà. Les Escultures de mantega són un tipus d'artesania de modelat de mantega on la matèria principal és la mantega, un aliment cremós consumit pels tibetans a la Xina.